# 上海游仆虫
上海游仆虫是一种中等大小的纤毛虫，屬旋毛綱少毛亞綱。长80-120微米，宽50-80微米，有54-58个微膜。1998年，宋微波院士于华东师范大学中山北路校区的池塘内发现了这一新物种，并命名为上海游仆虫（Euplotes shanghaiensis）。